# نیهویزل
نیهویزل (به فرانسوی: Neuhaeusel) یک کمون در فرانسه با جمعیت ۳۴۷ نفر است که در Canton of Bischwiller واقع شده‌است.